# Wygoda (powiat sztumski)
Wygoda – osada leśna w Polsce położona w województwie pomorskim, w powiecie sztumskim, w gminie Sztum.
Znajduje się tu leśnictwo Benowo, przy którym rośnie dąb szypułkowy o obwodzie 5,3 m. W lesie zachowało się 9 szańców z okresu wojen ze Szwecją.
W latach 1975–1998 miejscowość należała administracyjnie do województwa elbląskiego.